# Stage Fright (canción)
«Stage Fright» es una canción del grupo The Band publicada en el álbum de estudio Stage Fright en 1970. Compuesta por el guitarrista Robbie Robertson, está interpretada por Rick Danko como vocalista principal. Según el autor Barney Hoskyns, Robertson originalmente intentó que la canción fuese interpretada por Richard Manuel, aunque luego se decantó por la voz «nerviosa y tremulosa de Danko».
Varias versiones en directo de «Stage Fright» aparecen en los álbumes Rock of Ages de 1972 y en Before the Flood, un álbum que recoge la gira de 1974 junto a Bob Dylan. También fue interpretada en The Last Waltz. La versión de estudio fue publicada como sencillo en varios países de Europa, con «Sleeping» como cara B, en agosto de 1970. La versión en directo publicada en Before the Flood fue publicada como cara B del sencillo de Dylan «Most Likely You Go Your Way (And I'll Go Mine)» en 1974.

## Recepción
Según William Ruhlmann, crítico de Allmusic, la letra trata sobre «las trampas de la fortuna y la fama», mientras que el autor Neil Minturn asegura que es «la propia historia de The Band». Levon Helm, batería del grupo, escribió que la canción trata sobre el «pánico a la hora de tocar». Por otra parte, autores como Nogowski señalan que la letra puede hacer referencia a Bob Dylan, quien había dejado de ofrecer conciertos durante la segunda mitad de la década de 1960. El autor David Yaffe sugirió que «Stage Fright» podría haber sido compuesta sobre Dylan o sobre el propio Robbie Robertson, mientras que, por otra parte, Barney Hoskyns reconoce las especulaciones sobre si la canción trata sobre Dylan, aunque afirma que es realmente sobre el propio miedo escénico de Robertson, presente en el músico durante el primer concierto el año anterior.
Ralph J. Gleason considera «Stage Fright» «la mejor canción escrita sobre tocar en directo». Por otra parte, el crítico Paul Evans elogió la «penetrante agudeza psicológica» de su escritura. Dave Marsh, periodista de Rolling Stone, la definió como uno de los momentos más notables del álbum Stage Fright. Por otra parte, el crítico Mark Kemp la calificó como un «punto destacado» del álbum, observando además que revela «una creciente sensación de ansiedad y cinismo» en el grupo.

## Personal
- Rick Danko: voz y bajo
- Levon Helm: batería
- Garth Hudson: órgano Lowrey
- Richard Manuel: piano y coros
- Robbie Robertson: guitarra